# 米勒高地

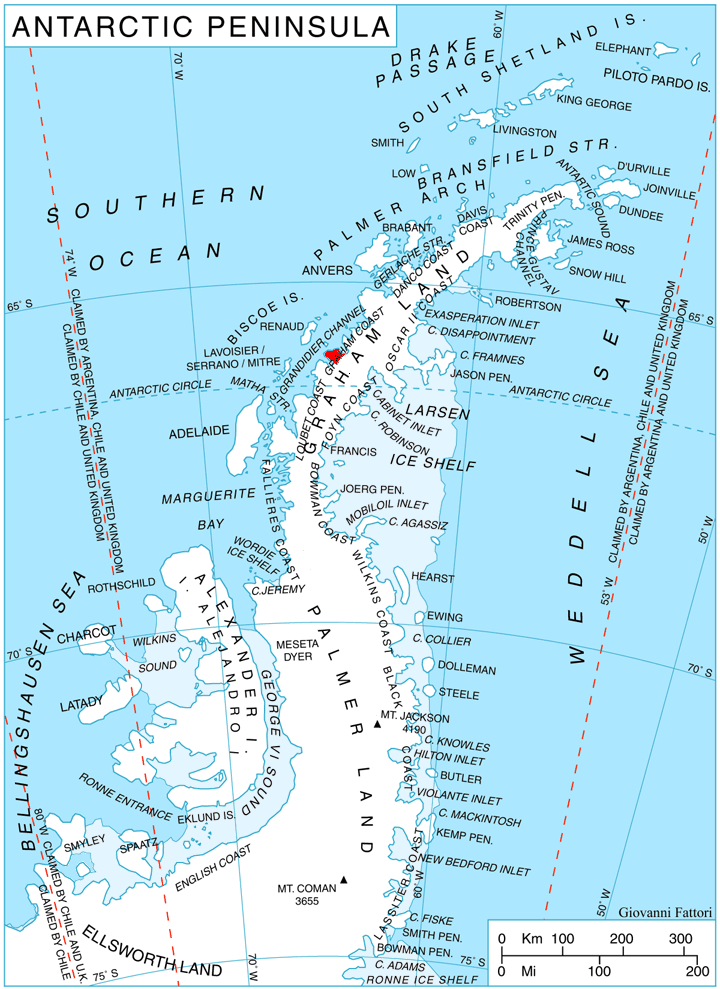

米勒高地（英語：Miller Heights），是南極洲的高地，位於葛拉漢地西部的韋林格勒半島，由英國探險隊繪入地圖，該高地現時由南極條約體系管理。